# Гибель Айлана Курди

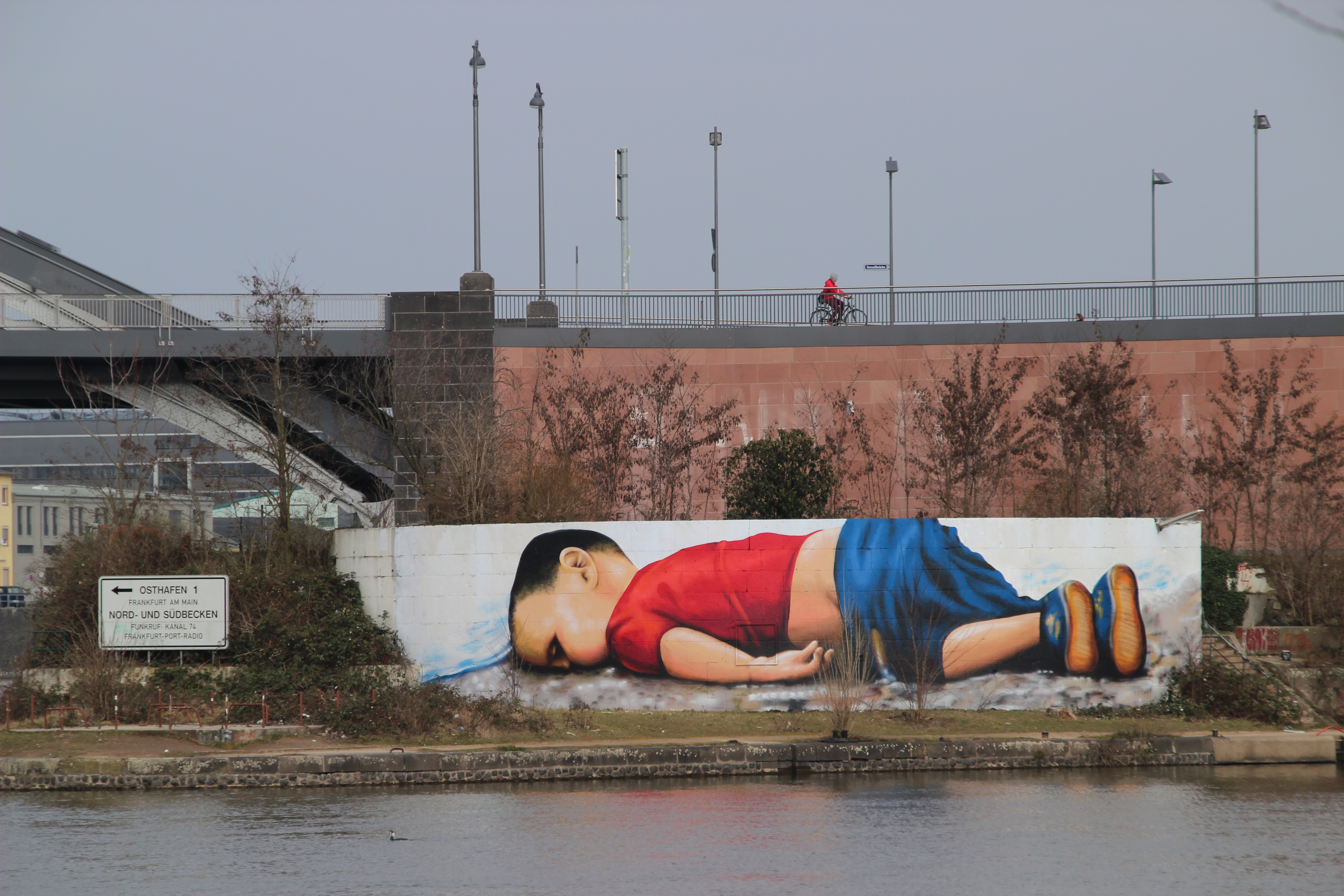

Айлан Курди — сирийский 3-летний мальчик, беженец курдского происхождения. Погиб вместе с несколькими родственниками 2 сентября 2015 года, при попытке семьи пересечь Средиземное море (см. Европейский миграционный кризис). 
Фотографии его тела, вынесенного на побережье Турции вблизи города Бодрум, были опубликованы во многих СМИ и привлекли большое внимание как символ трагедии беженцев.

## Бегство
В 2012 году семья Абдуллы Курди, спасаясь от гражданской войны в Сирии, бежала из Дамаска в Алеппо. Когда и там стало неспокойно — перебрались в город Коба́ни, контролируемый курдскими отрядами народной самообороны (YPG). Там они оставались до тех пор, пока боевики «Исламского государства» не приблизились к городу. После этого семья перебралась в Турцию, где жила три года.
Сестра Абдуллы Тима Курди, проживающая много лет в Канаде, пыталась добиться для членов семьи статуса беженцев и предоставления убежища, но в июне 2015 года от иммиграционной службы пришёл отказ. Абдулла нуждался в лечении зубов и cемья решила добираться до Европы через Средиземное море. Первые две попытки не увенчались успехом. В последней попытке перевозчики запросили 2050 евро за каждого члена семьи. Ночью, вместе с другими полутора десятками соплеменников, семья Курди попыталась на двух лодках пересечь Средиземное море, пытаясь из Турции добраться до греческого острова Кос. По рассказам выживших, как минимум для 12 человек путешествие оказалось последним. Погиб сам Айлан, его 5-летний брат Галип, и мать Рехана. Выжил только отец Абдулла.
2 сентября 2015 года тело мальчика было выброшено на турецкое побережье вблизи города Бодрум, недалеко от него также было найдено тело его матери и, в ста метрах, брата. 4 сентября 2015 года Алан, его брат и мать были похоронены в Кобани. В тот же день были арестованы перевозчики и обвинены в убийстве по неосторожности и контрабанде.

## Фотографии
Фотографии тела ребёнка, выброшенного на берег, и опубликованные во многих СМИ, привлекли большое внимание. Снимки были сделаны в 6 утра турецким фотожурналистом Нилюфер Демир (тур. Nilüfer Demir), работающей на новостное агентство DHA. Как она позже заявила: «Я хотела сделать немой крик ребёнка услышанным».
По заявлению некоторых изданий, фото сопоставимо с фотографией обожжённой напалмом вьетнамской девочки Фан Тхи Ким Фук, опубликованной в 1972 году, во время Вьетнамской войны, и может быть номинировано на конкурс World Press Photo в номинации «Фотография года», а автор претендовать на Пулитцеровскую премию.

## Международная реакция
- 3 сентября президент Турции Реджеп Тайип Эрдоган в своём выступлении в Анкаре резко осудил политику Европейского союза по отношению к беженцам. Он заявил, что ЕС превратил Средиземное море в «кладбище беженцев», и несёт ответственность за смерть многочисленных людей. Кроме того, он указал: «В Средиземном море тонут не только беженцы. Вместе с ними утонула наша гуманность»[7].
- 3 сентября министр Канады по делам гражданства и иммиграции Крис Александер в связи с данной трагедией прервал свою предвыборную кампанию, чтобы обсудить в Оттаве ситуацию с беженцами[8][9].
- 7 сентября премьер-министр Великобритании Дэвид Кэмерон и британское правительство под давлением оппозиции выразили готовность принять в течение следующих пяти лет 20 000 беженцев из Сирии. Данное количество беженцев оппозиция нашла критически малым, хотя предварительно было запланировано к приёму всего 4000 человек[10][11].

## Кампании
- На основании трагических событий онлайн-платформа Авааз запустила петицию «ЕС: положите конец гибели беженцев на море», в которой призвала ЕС незамедлительно принять гуманный план по оказанию помощи беженцам, который поможет спасти жизни и обеспечит защиту людям, бегущим от войны и голода. За несколько дней данную петицию подписали более 1 млн человек. В петиции была использована фотография выброшенного на берег Айлана[12].
- 3 сентября газета The Independent на онлайн-платформе Change.org инициировала петицию, в которой призвала премьер-министра Соединённого Королевства Дэвида Кэмерона принять как можно больше беженцев в страну. При достижении 100 тыс. подписей, поднятая тема была рассмотрена в Британском парламенте. За несколько дней данную петицию подписали более 350 тыс. человек. В петиции была также использована фотография утонувшего Айлана[13].

## Переименование
В феврале 2019 года немецкое спасательное судно «Professor Albrecht Penck» неправительственной организации «Sea-Eye» было переименовано в «Alan Kurdi».